# Coelorinchus japonicus
Coelorinchus japonicus és una espècie de peix de la família dels macrúrids i de l'ordre dels gadiformes.

## Morfologia
- Els mascles poden assolir 75 cm de llargària total.[5][6]

## Alimentació
Menja eufausiacis, gambes, peixos bentònics, isòpodes i poliquets.

## Hàbitat
És un peix d'aigües profundes que viu entre 300-1000 m de fondària.

## Distribució geogràfica
Es troba al Japó i Taiwan.